# Chiroderma scopaeum
Chiroderma scopaeum é uma espécie de morcego da família Phyllostomidae. É endêmica do México, ocorrendo a norte do istmo de Tehuantepec.

## Taxonomia e etimologia
Foi originalmente descrita como subespécie de Chiroderma salvini, como Chiroderma salvini scopaeum. Uma revisão do gênero utilizou dados de sequências de DNA, morfologia do cranio, dentes e pelagem e reconheceu scopaeum como espécie plena. O epíteto específico é uma alusão ao tamanho menor da espécie em relação a C. salvini, scopaeum é uma latinização do Grego skopaios, que significa "anão".

## Distribuição ehabitat
Ocorre nos estados mexicanos de Chihuahua, Sinaloa, Naiarite, Jalisco, Colima, México, Morelos, Guerrero, Puebla, Veracruz e Oaxaca. Pode ser encontrada do nível o mar até uma altitude de 1.722 metros. A maioria dos registros são da costa Pacífica do México e todos são a norte do Istmo de Tehuantepec.
Os registros são proveninentes de florestas de coníferas tropicais e subtropicais e florestas secas decíduas. Nas áreas mais áridas de sua distribuição, a espécie usa florestas de galeria e áeas costeiras úmidas.